# Thai Airways International
Thai Airways International Public Company Limited (in thailandese บริษัท การบินไทย จำกัด) è la compagnia di bandiera della Thailandia che opera voli locali, regionali ed intercontinentali con il marchio commerciale Thai.
Costituita nel 1988, la compagnia aerea ha la sua sede principale in Vibhavadi Rangsit Road a Bangkok. L'hub principale della compagnia è l'Aeroporto Internazionale di Bangkok-Suvarnabhumi. La compagnia aerea detiene una partecipazione del 15,9% di Nok Air e, nel 2012, ha lanciato un vettore regionale con il nome Thai Smile.
Thai Airways è, insieme ad Air Canada, Lufthansa, Scandinavian Airlines e United Airlines, membro fondatore di Star Alliance. La compagnia è posseduta al 51% dal Ministero delle Finanze Tailandese, e il 47% delle sue azioni è quotato nella Borsa Thailandese.
Skytrax ha spesso inserito la Thai tra le 10 migliori compagnie del mondo, premiandola con una valutazione di 4 stelle.

## Storia
Fondata il 1º maggio 1910, esordì nel 1960 come Thai Airways International, compartecipata al 30% di Scandinavian Airlines System (SAS) assieme alla compagnia thailandese Thai Airways Company. Il primo volo avvenne il primo maggio del 1960 ad opera di un Douglas DC-6B.
Inizialmente parte del personale, compresi piloti, appartenevano alla SAS, ma già dal 1966 il personale Thai cominciò a rimpiazzare quello straniero. Nell'aprile del 1977 il governo thailandese comprò le restanti quote appartenenti alla SAS acquisendo completamente la compagnia.
La flotta iniziale con cui la compagnia iniziò ad operare i suoi primi undici voli era composta da tre Douglas DC-6B a cui si unì nel 1962 un Convair 990 Coronado. Nel 1964 un Caravelle SE-210 entra a far parte della flotta, seguito poi da altri 5 nel 1966. Nel 1970 Douglas DC-8 e DC-9 vennero acquistati, mentre l'anno successivo venne inaugurato il primo volo intercontinentale unendo Bangkok con Sydney. Nel 1973 vennero lanciate le rotte per Londra e Francoforte, mentre a Roma arrivò nel 1974.
Con l'aumento considerevole di traffico nel 1978 vennero acquistati Airbus 300-B4 e McDonnell Douglas DC-10-30. Nel 1979 oltre ad ulteriori Airbus A300 si unirono alla flotta 2 Boeing 747-200 con cui Thai poté operare voli verso l'Europa senza scalo, mentre all'inizio degli anni '80 cominciò ad operare anche verso il Nord America, prima verso Los Angeles e poi Seattle. Nel 1988 la Thai e la Thai Airways Company si unirono, e così facendo la Thai cominciò a gestire anche i voli domestici, effettuati precedentemente dall'altra compagnia.
Nel 1990 si unì alla flotta il primo Boeing 747-400 e nel 1994 la compagnia venne formalmente registrata come Thai Airways International Public Company Limited. Un primo Boeing 777-200, il primo al mondo motorizzato con i motori Rolls Royce Trent 800, arrivò presso la compagnia nel 1996. Nel 2004 la Thai acquisisce il 39% delle azioni della compagnia low cost Nok Air.
Tradizionalmente utilizza la scritta "Thai" nella livrea di tutti i propri aeromobili. Come Singapore Airlines, Thai offre alcuni dei voli senza scalo più lunghi in commercio, da New York e Los Angeles verso Bangkok.
Nel 2018, Thai Airways ha trasportato 24,3 milioni di passeggeri, con una diminuzione annua del -1%.

## Servizi

### Lounges
Thai Airways offre ai suoi clienti vari servizi all'interno delle sue meravigliose Lounges. Esse si dividono in tre categorie in base agli aeroporti nel quale sono presenti: Royal First Lounge, Royal Silk Lounge e Royal Orchid Lounge. All'interno delle lounges è possibile gustare pasti preparati al momento, collegarsi al Wi-Fi disponibile gratuitamente, soggiornare all'interno di camere private dotate di letti e docce, consultare ricche collezioni di riviste e contenuti multimediali, e godere di rilassanti massaggi orientali offerti dalla Spa.

### Programma fedeltà
Royal Orchid Plus è il programma frequent flyer di Thai Airways, che offre ai soci la possibilità di accumulare miglia quando volano con Thai, con i partner Star Alliance e con un’ampia serie di altri partner finanziari e di viaggio. Le miglia Royal Orchid Plus vengono accumulate in base alla classe di viaggio acquistata. Oltre 3 milioni di persone hanno sottoscritto l'abbonamento. Ci sono quattro livelli nel programma Royal Orchid Plus: Member, Silver, Gold e Platino, a seconda delle miglia guadagnate in un anno solare. Le miglia possono inoltre essere riscattate per viaggi aerei premio e upgrade con THAI e con i partner Star Alliance, per soggiorni in hotel e per premi lifestyle e promozionali.

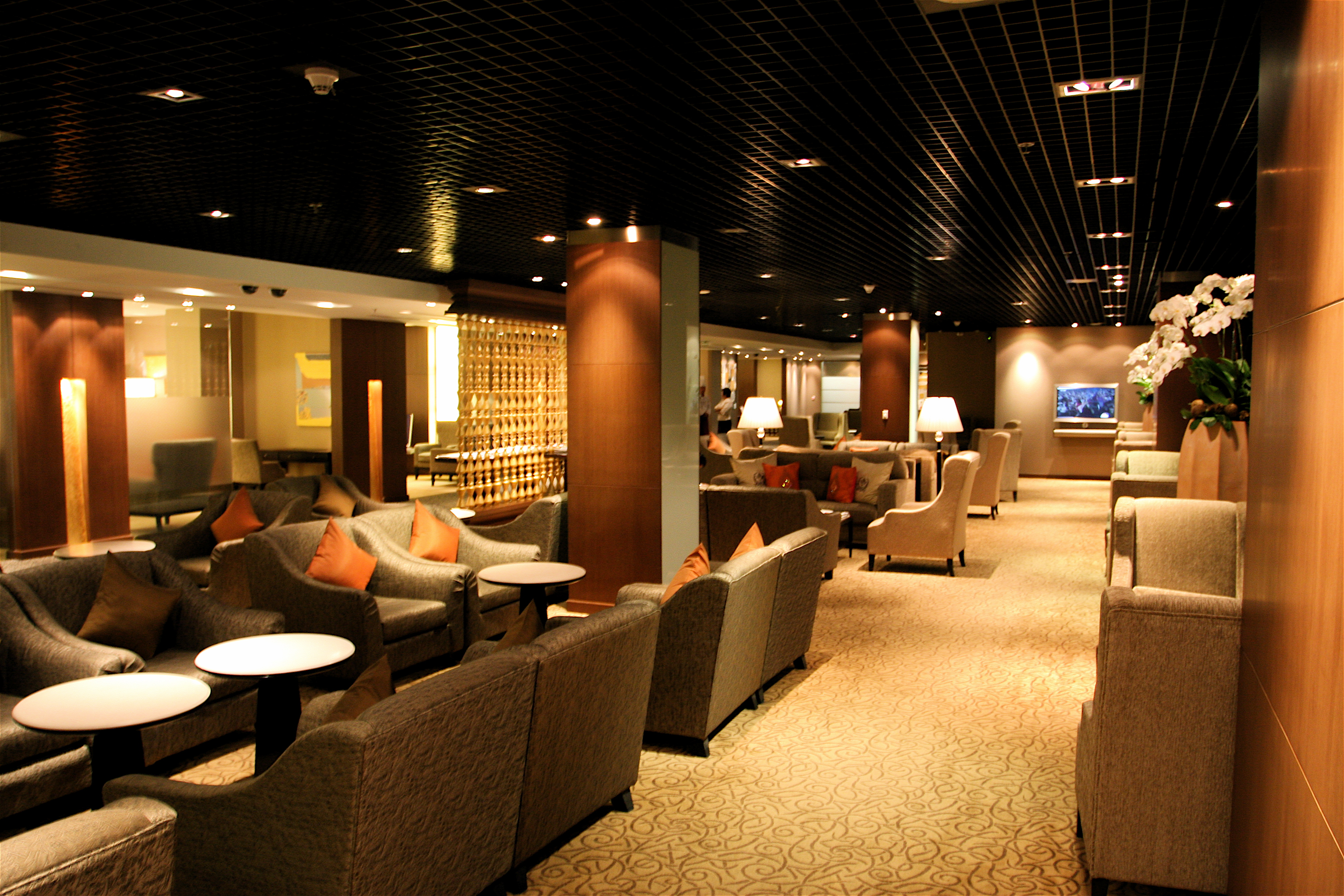
La Royal First Lounge della Thai Airways nell'Aeroporto Internazionale di Bangkok-Suvarnabhumi.

### Cabina

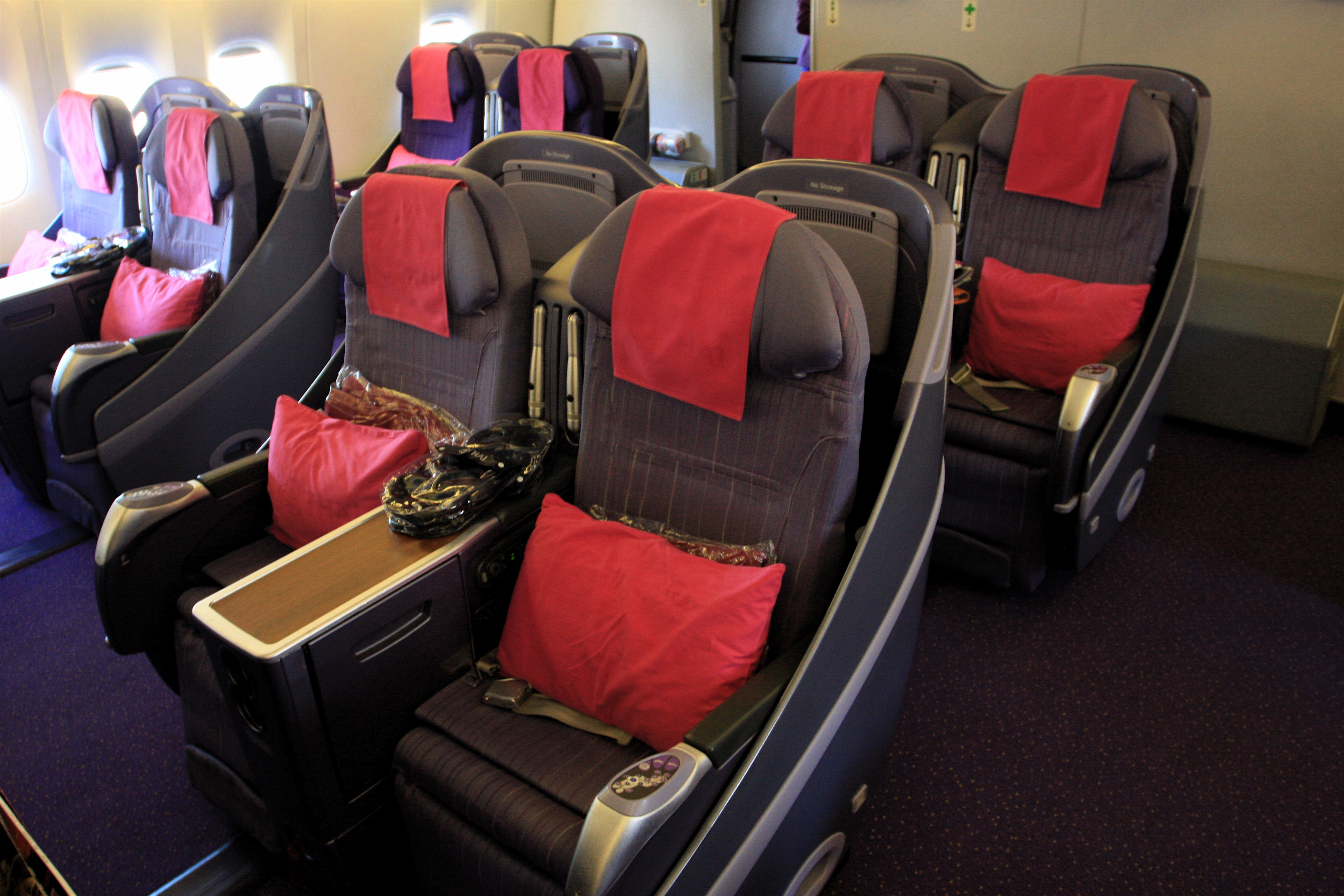
Poltrone in Royal Silk Class a bordo di un Boeing 777-200ER della Thai Airways.

Gli aerei della Thai Airways operano con una configurazione di cabina a tre classi: Economy Class, Royal Silk Class e Royal First Class.

#### Royal First Class
I sedili Royal First Class di Thai, prodotti da B/E Aerospace, furono introdotti con l'arrivo dell'Airbus A340-600. La Royal First Class, disponibile esclusivamente sugli Airbus A380 e su alcuni Boeing 747-400, offre delle suite semi-private larghe 67 cm (26,5 pollici) e lunghe circa 205 cm (80,7 pollici). I sedili, trasformabili in letti completamente piatti, includono una funzione massaggiante oltre ad un pouf, un armadio personale, un vano portaoggetti e uno schermo in alta definizione da 23 pollici (58 cm). Inoltre all'interno della suite è disponibile un kit con tutti gli accessori utili per il volo.

#### Royal Silk Class
La Royal Silk Class è disponibile sull'intera flotta di Thai. I sedili con design a conchiglia angolata sono convertibili in letti perfettamente piatti larghi circa 55 cm (21,6 pollici), e includono un comodo poggiapiedi, un vano portaoggetti e uno schermo personale da 17 pollici (43 cm).

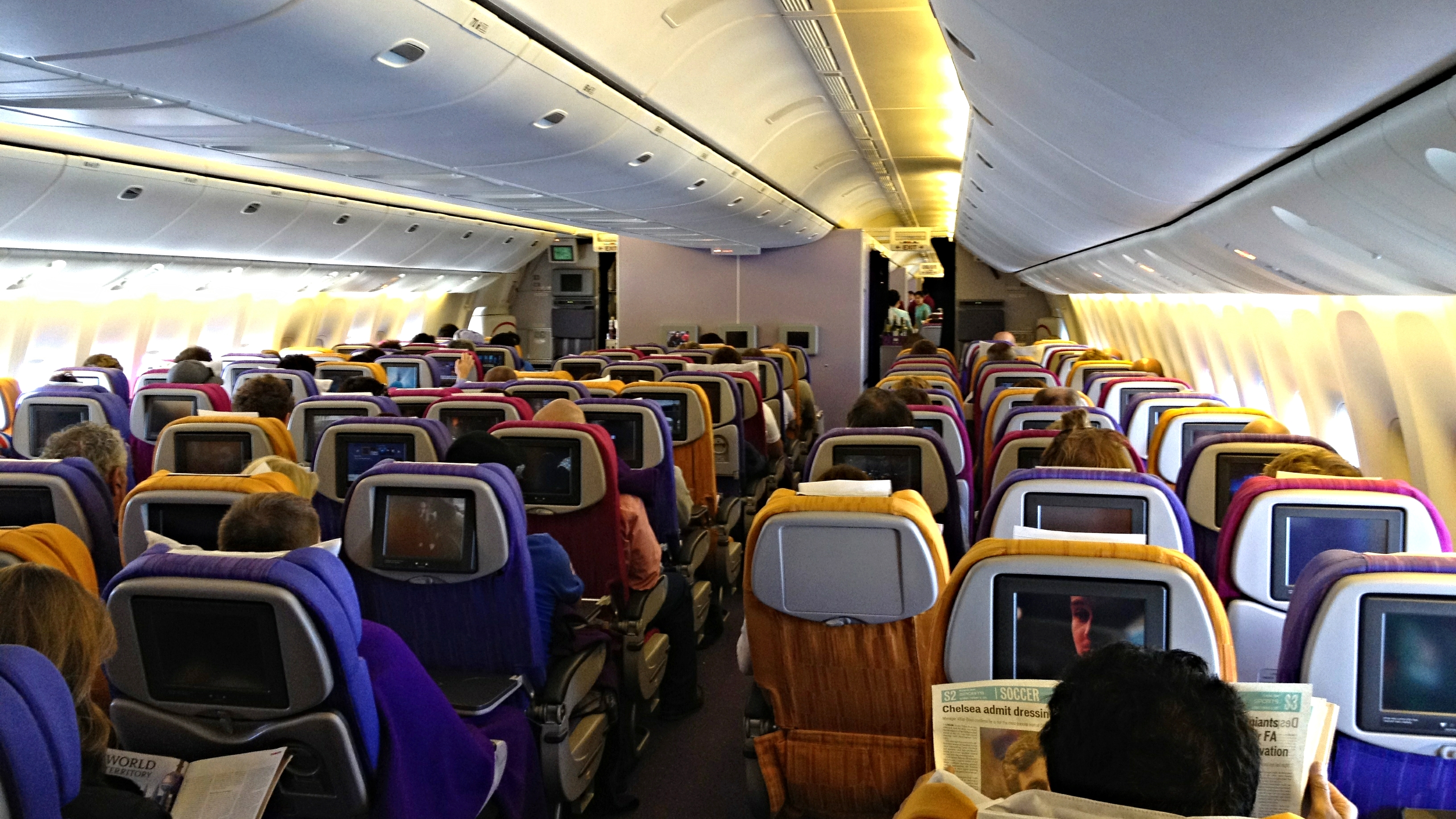
Sedili in Economy Class a bordo di un Boeing 777-300 della Thai Airways.

##### Economy Class
L'Economy Class di Thai è disposta in una configurazione 3-3-3. I sedili sono larghi 45 cm (18 pollici) e hanno una distanza l'uno dall'altro di 86 cm (34 pollici). Tutti i sedili sono dotati di touchscreen da 10,6 pollici (27 cm).
Nel 2018, Thai Airways è stata premiata da Skytrax come World's Best Economy Class.

### Intrattenimento in volo
Il sistema di intrattenimento in volo di Thai Airways offre a tutti i passeggeri, tramite schermi personali AVOD, più di 1000 ore di film, programmi TV, musica a giochi. La compagnia aerea offre inoltre a tutti i suoi passeggeri la rivista di bordo Sawasdee.

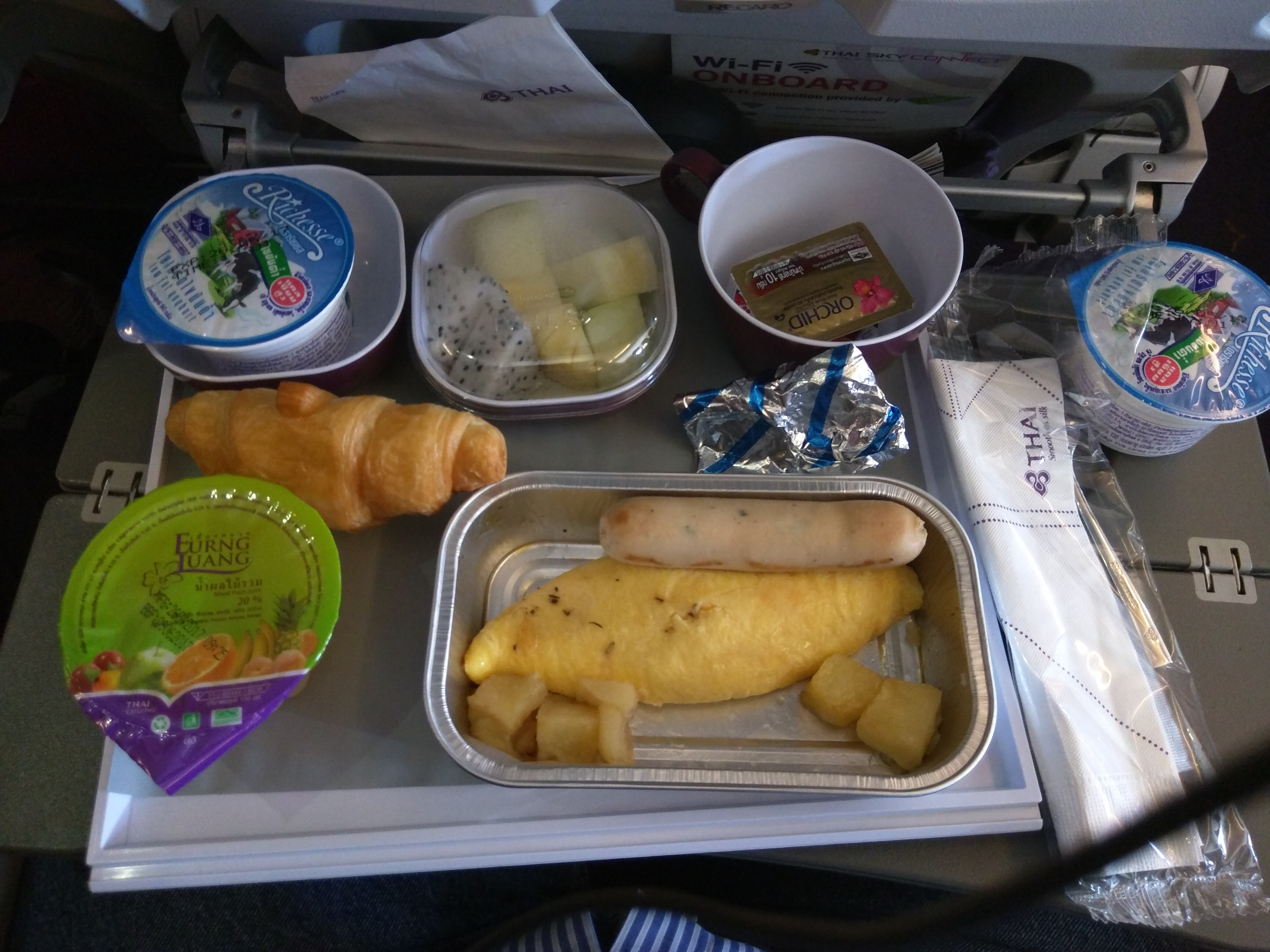
Una colazione servita in Economy Class della Thai Airways.

Thai Airways, attraverso il servizio Thai Sky Connect, offre ai propri passeggeri la possibilità di acquistare pacchetti Wi-Fi per restare sempre collegati al mondo di internet. Tale servizio è disponibile a bordo degli Airbus A380, Airbus A350-900, i Boeing 787 e alcuni Airbus A330-300.

### Pasti a bordo
Thai Airways offre una vasta selezione di cibi e bevande sui suoi voli. I passeggeri possono scegliere tra i piatti della cucina tailandese o quella internazionale, accompagnati da un'ampia scelta di vini, liquori, succhi e bevande calde e fredde.

## Destinazioni
Thai Airways, a febbraio 2020, serve 71 destinazioni in 34 paesi tra America, Asia, Europa e Oceania.

### Accordi commerciali
Thai Airways ha siglato accordi di code sharing con le seguenti compagnie aeree:
- Aegean Airlines
- Avianca
- Air Canada
- Air China
- Air India
- Air New Zealand
- All Nippon Airways
- Asiana Airlines
- Austrian Airlines
- Brussels Airlines
- Copa Airlines
- Croatia Airlines
- EgyptAir
- Emirates
- El Al
- Ethiopian Airlines
- EVA Air
- LOT Polish
- Lufthansa
- Royal Brunei Airlines
- Scandinavian Airlines
- Shenzen Airlines
- Singapore Airlines
- South African Airways
- Swiss International Air Lines
- TAP Air Portugal
- Turkish Airlines
- United Airlines

## Flotta

### Flotta attuale

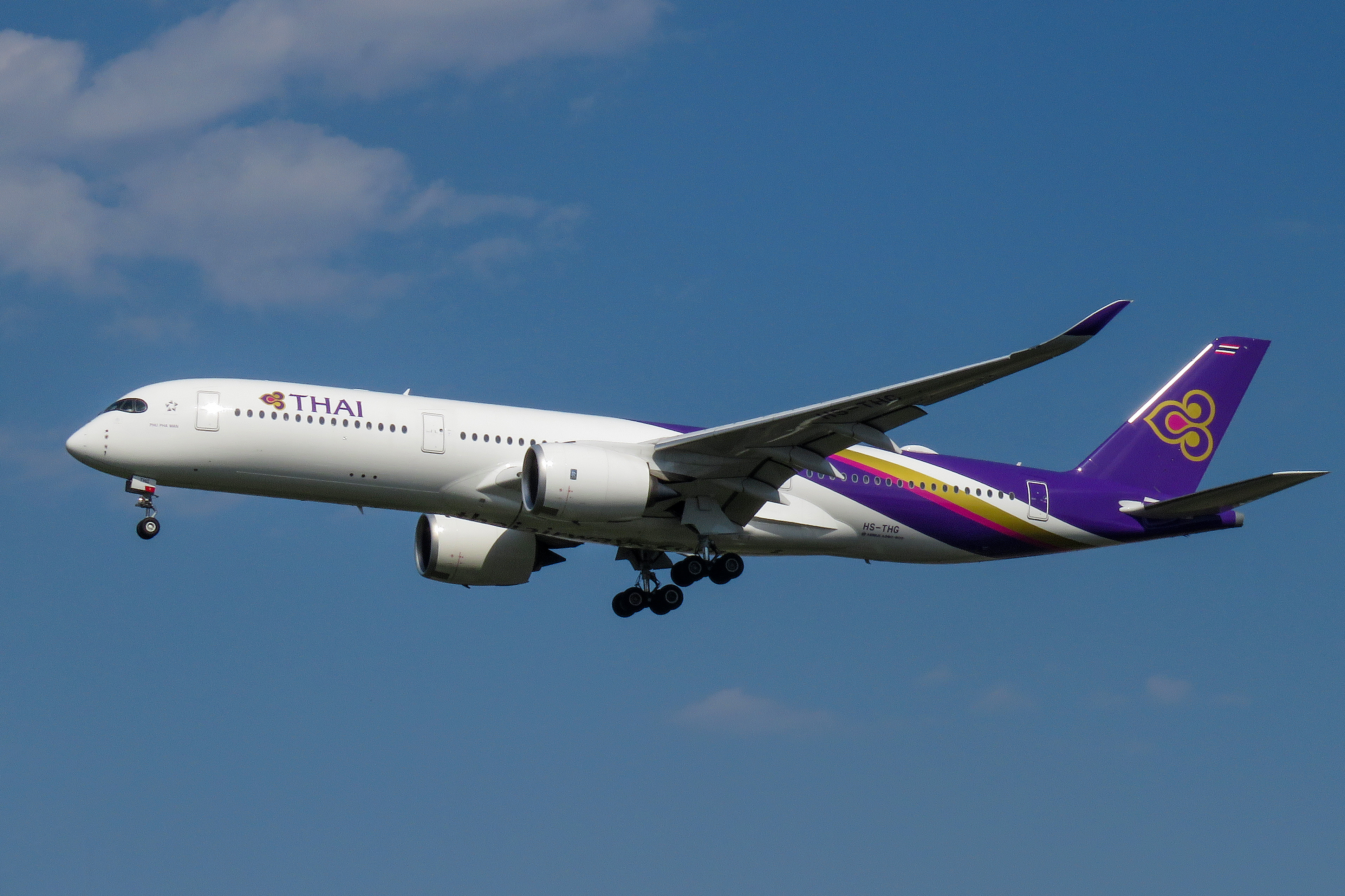
Un Airbus A350-900.

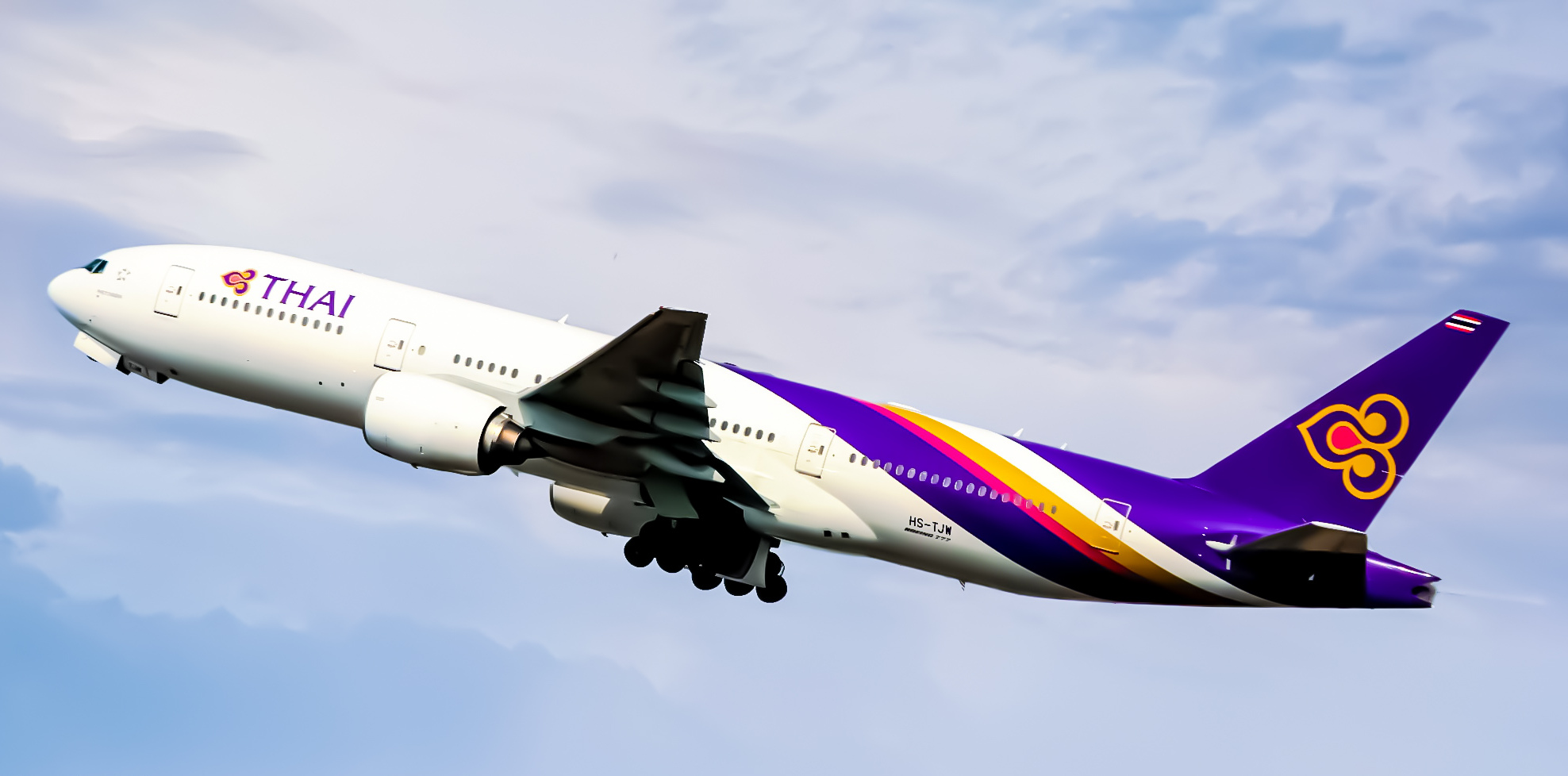
Un Boeing 777-200ER.

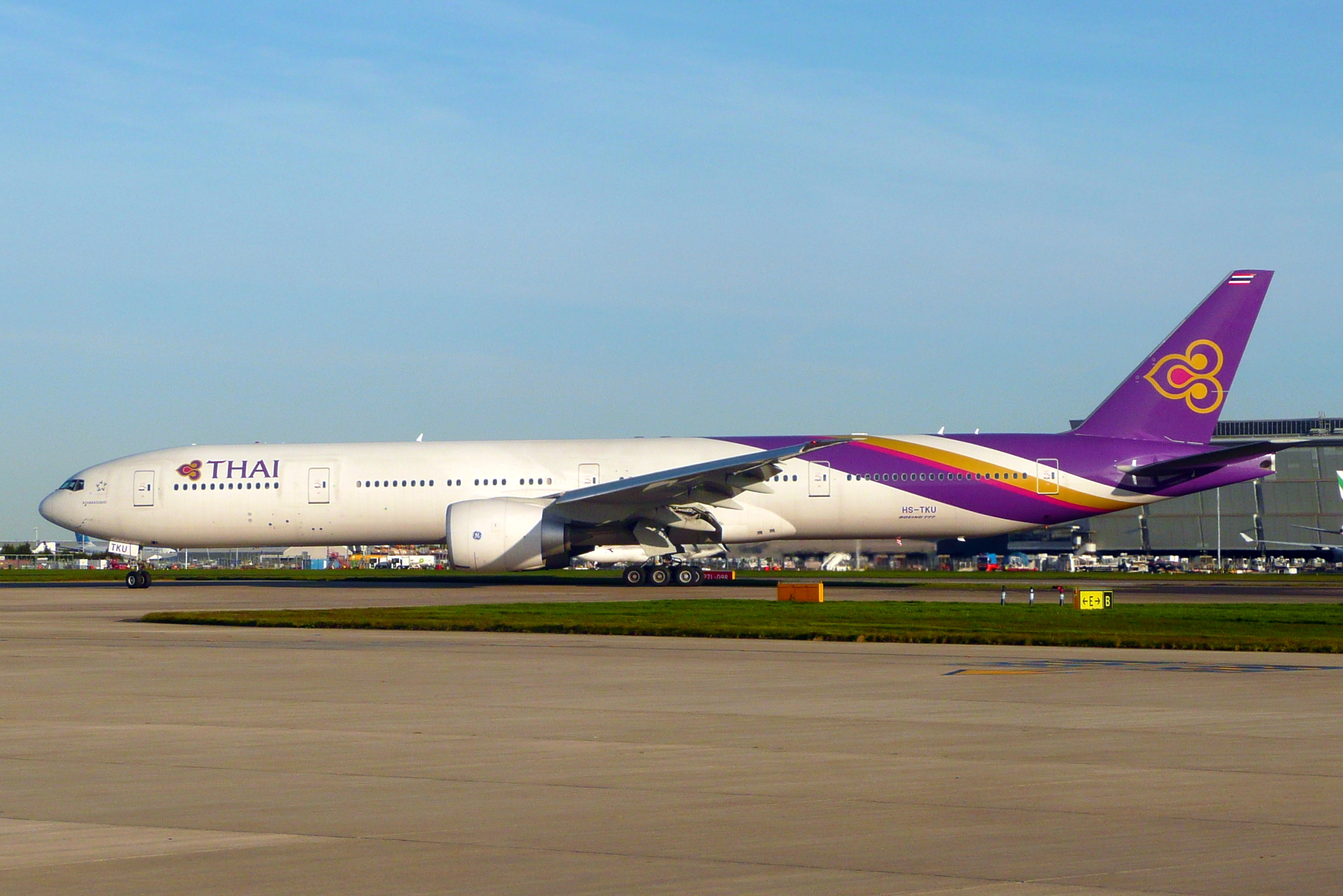
Un Boeing 777-300ER.

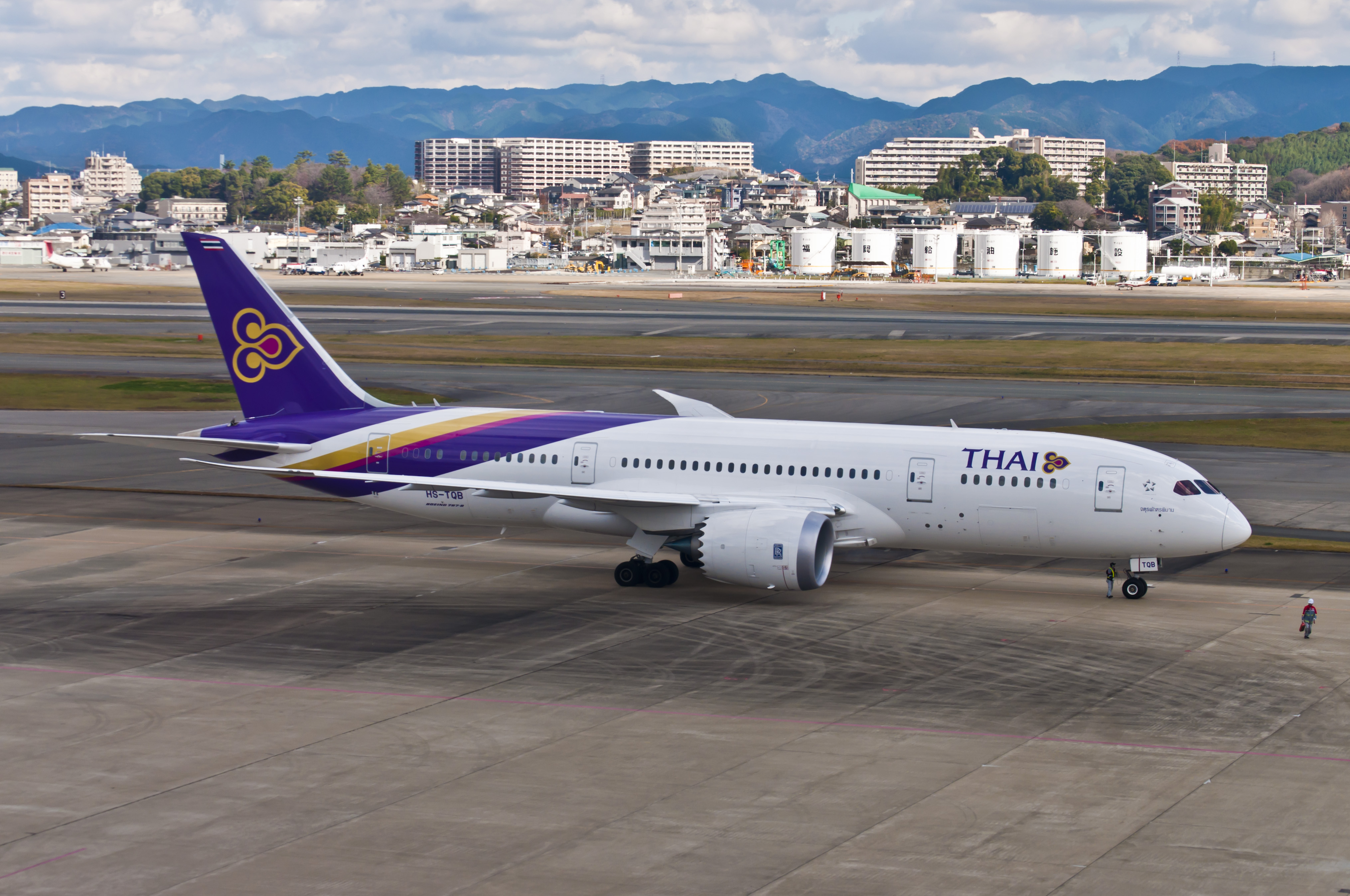
Un Boeing 787-8.

Ad aprile 2025, la flotta di Thai Airways è composta dai seguenti aeromobili:

### Flotta storica

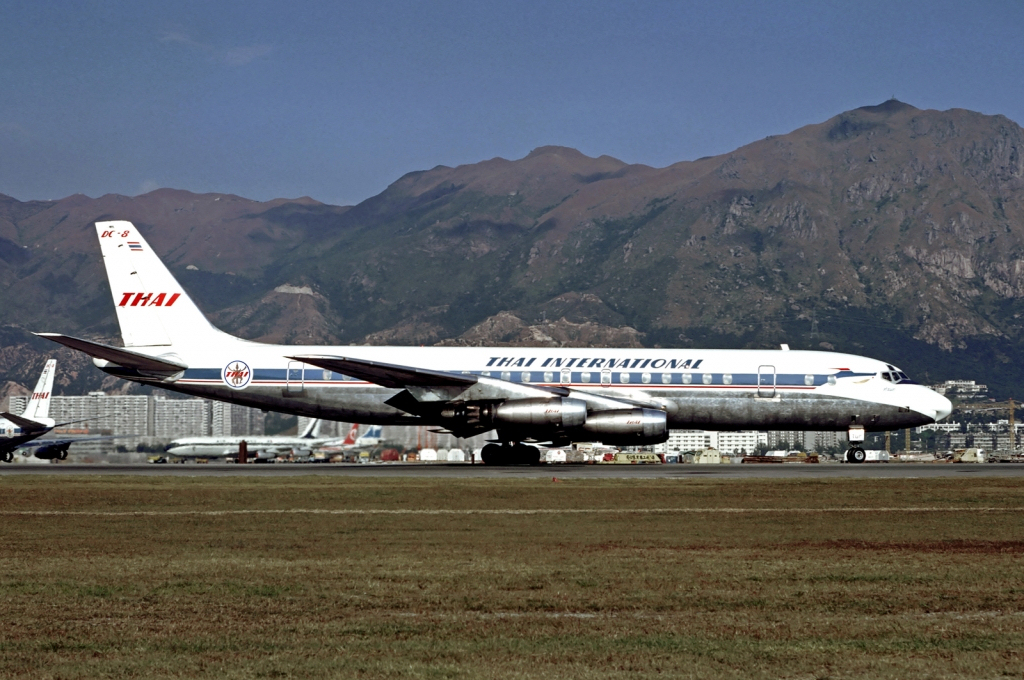
Un Douglas DC-8.

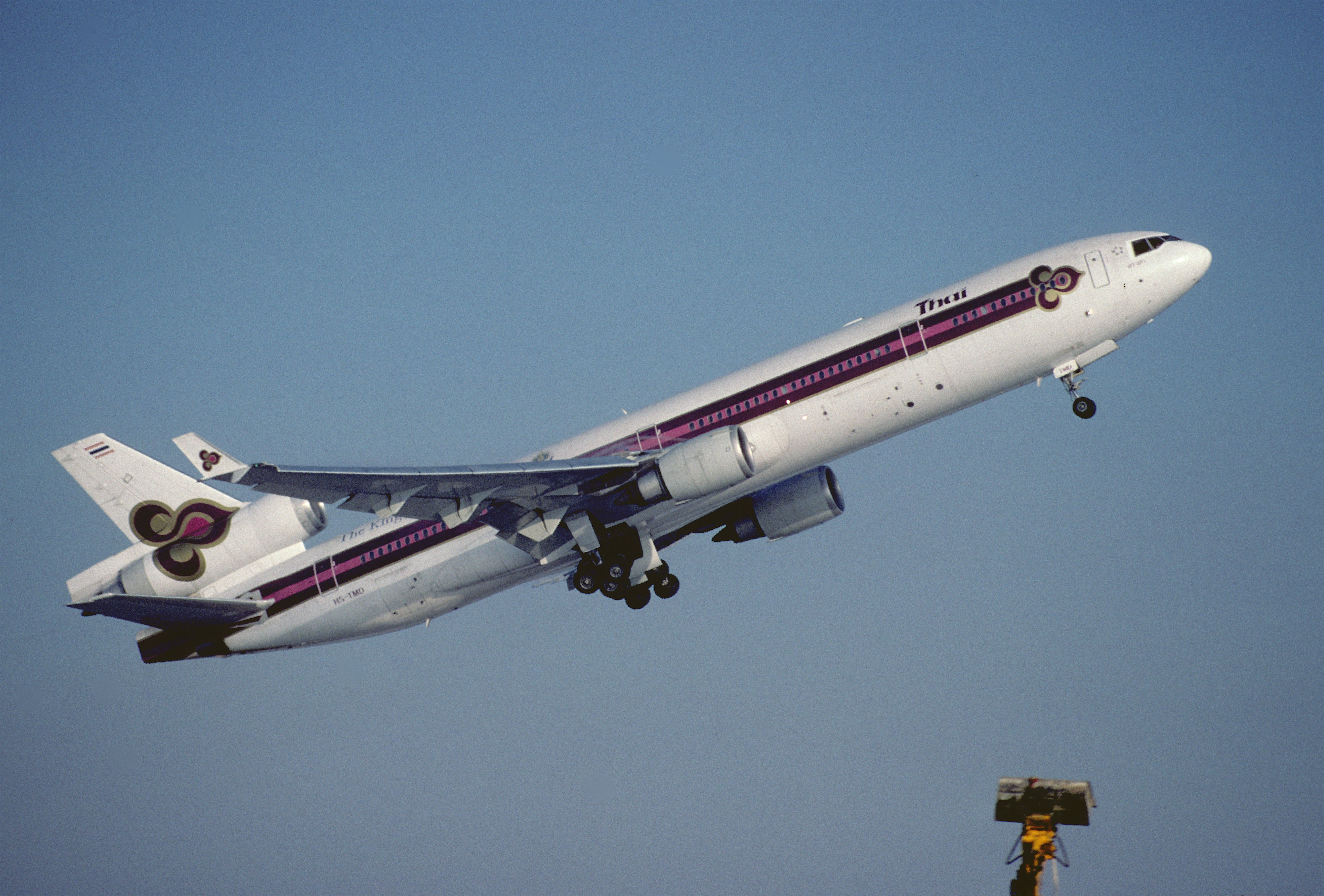
Un McDonnell Douglas MD-11.

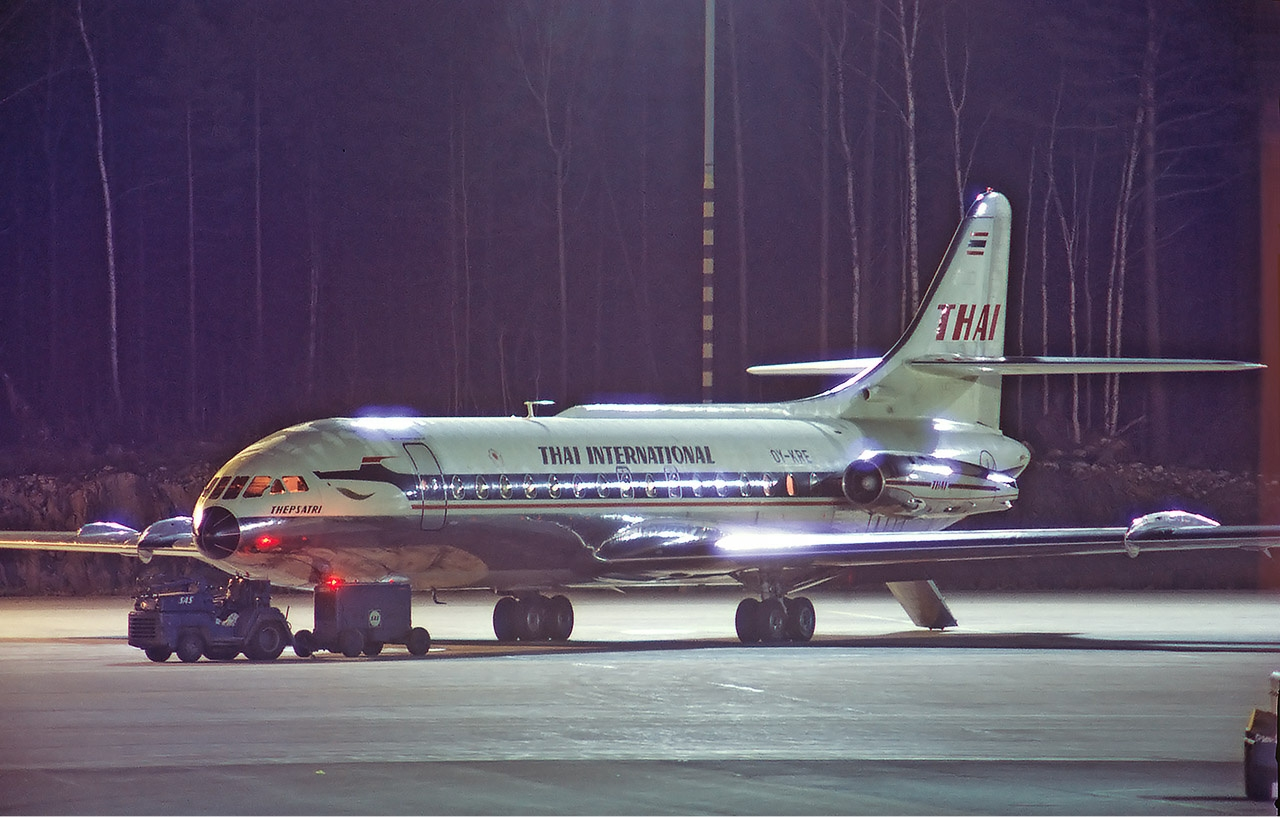
Un Sud Aviation SE-210 Caravelle III.

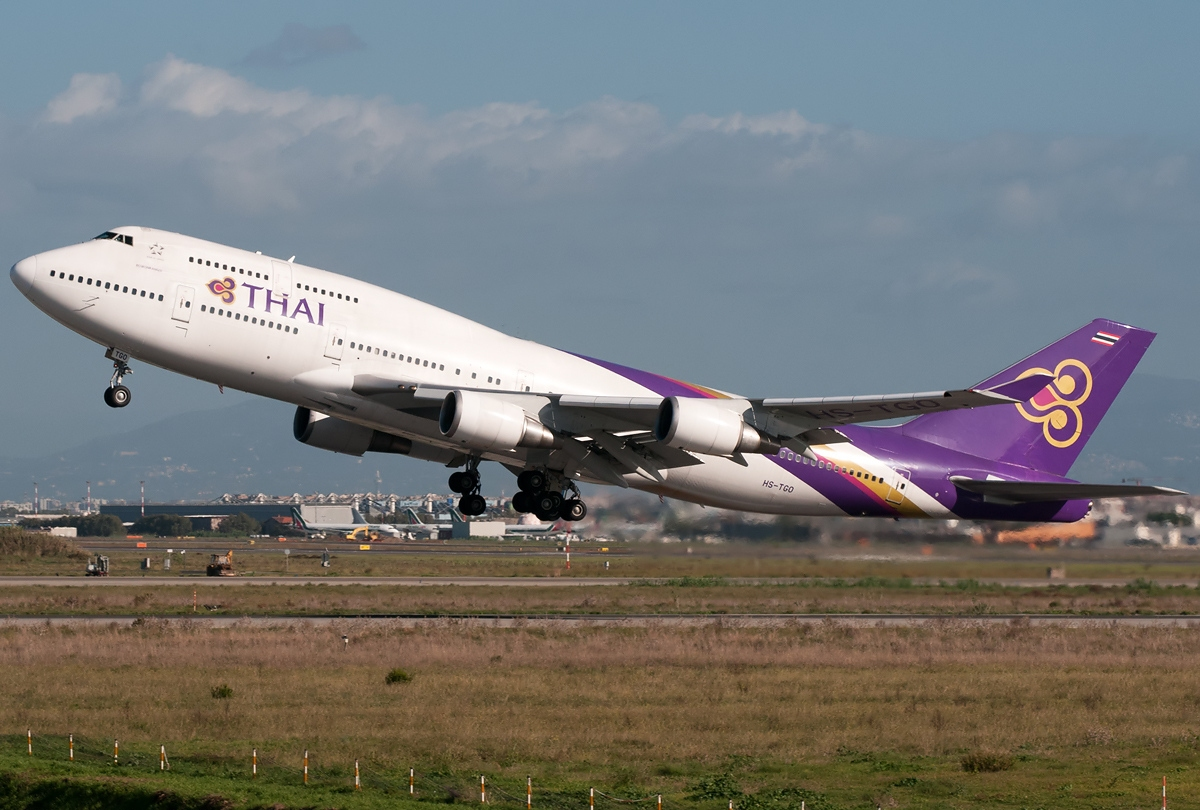
Un Boeing 747-400.

Thai Airways operava in precedenza con i seguenti modelli di aeromobili:

## Incidenti
Di seguito si citano gli incidenti con o senza conseguenze rilevanti a passeggeri ed equipaggio, nonché strutturali del velivolo coinvolto:
- 30 giugno 1967: il volo Thai Airways 601, un Caravelle III Sud-Aviation SE-210 (HS-TGI, Chiraprapa), si schiantò in mare mentre si avvicinava all'aeroporto di Hong Kong Kai Tak durante un temporale tropicale. Su 80 tra passeggeri ed equipaggio 24 persero la vita.[21]
- 9 luglio 1969: un Sud Aviation SE-210 Caravelle III (HS-TGK, "Tepamart") atterrò con difficoltà all'aeroporto Internazionale di Bangkok-Don Mueang durante un temporale; tutti i 75 a bordo sopravvissero, ma l'aereo venne distrutto.[22]
- 10 maggio 1973: un Douglas DC-8-33 (HS-TGU, Srisubhan) mancò la pista durante l'atterraggio all'aeroporto Internazionale Tribhuvan di Kathmandu. Tutti i 100 passeggeri e 10 membri dell'equipaggio a bordo sopravvissero, ma una persona a terra rimase uccisa.[23]
- 27 aprile 1980: il volo Thai Airways 231, operato da un Hawker Siddeley HS 748, andò in stallo schiantandosi a terra dopo essere entrato in un'area temporalesca durante l'avvicinamento a Bangkok. Nell'incidente morirono 44 dei 53 a bordo.[24]
- 15 aprile 1985: un Boeing 737-200 (HS-TBB) della Thai Airways perse entrambi i motori durante l'avvicinamento alla pista 27 dell'aeroporto Internazionale di Phuket. L'aereo alla fine si schiantò contro una montagna a 800 piedi di altezza. Tutti e 11 tra passeggeri ed equipaggio a bordo morirono.[25]
- 26 ottobre 1986: il volo Thai Airways 620, operato da un Airbus A300B4-600 (HS-TAE, "Sukhothai") atterrò incolume all'aeroporto Internazionale di Osaka, dopo che una granata era esplosa a bordo a 33 000 piedi (10 000 m) sulla baia di Tosa; tutte le 239 persone a bordo sopravvissero. Il velivolo rimase danneggiato dall'esplosione ma fu riparato e rimesso in servizio.[26]
- 31 agosto 1987: il volo Thai Airways 365, operato da un Boeing 737-200 (HS-TBC) era in avvicinamento all'aeroporto Internazionale di Phuket, quando a causa di un errore del pilota l'aereo entrò in stallo e si schiantò in mare, disintegrandosi all'impatto. Tutte le 83 persone a bordo persero la vita.[27]
- 10 novembre 1990: il volo Thai Airways International 306, operato da un Airbus A300-600 da Yangon verso l'aeroporto Internazionale di Bangkok-Don Mueang fu oggetto di un tentativo di dirottamento da parte di individui che chiedevano di essere portati a Calcutta.[28]
- 31 luglio 1992: il volo Thai Airways International 311, operato da un Airbus A310-300 decollato da Bangkok, colpì il fianco di una collina 37 km a nord di Kathmandu, durante l'avvicinamento all'aeroporto Internazionale Tribhuvan. Morirono tutte le 113 persone a bordo. L'incidente fu causato da un errore del pilota e dalla perdita di consapevolezza situazionale in condizioni meteorologiche avverse.[29]
- 11 dicembre 1998: il volo Thai Airways International 261, operato da un A310-200 (HS-TIA, "Phitsanulok"), diretto verso Surat Thani da Bangkok, si schiantò in una risaia a circa 3 km dall'aeroporto Internazionale di Surat Thani durante il suo terzo tentativo di atterraggio sotto la pioggia battente; delle 146 persone a bordo 101 persero la vita.[30]
- 3 marzo 2001: il volo Thai Airways International 114, operato un Boeing 737-400 (HS-TDC, Narathiwat), diretto verso Chiang Mai da Bangkok, fu distrutto da un'esplosione del serbatoio centrale derivante dall'accensione della miscela infiammabile aria-carburante mentre l'aereo era parcheggiato al gate dell'aeroporto Internazionale di Bangkok-Don Muang. Un membro dell'equipaggio rimase ucciso.[31]
- 8 settembre 2013: il volo Thai Airways 679, un Airbus A330-300, (HS-TEF, Song Dao), in arrivo dall'aeroporto Internazionale di Canton-Baiyun, uscì dalla pista 19L durante l'atterraggio all'Aeroporto Internazionale di Bangkok-Suvarnabhumi, riportando gravi danni. Tutti i passeggeri e l'equipaggio furono evacuati con successo senza gravi lesioni. L'aereo venne demolito e successivamente fu restaurato, da un investitore privato, come centro di apprendimento per bambini nel Distretto di Sida in Thailandia.[32]